# Proeutropiichthys
Proeutropiichthys (Проевтропіїхтис) — рід риб родини Ailiidae ряду сомоподібні. Має 3 види. Наукова назва походить від грецьких слів pro, тобто «перший», «перед», eutrophia — «нагодований», «насичений», та ichthys — «риба».

## Опис
Загальна довжина представників цього роду коливається від 15 до 42 см. Голова коротка. Морда трохи витягнута, її край кирпатий. Очі доволі великі. Рот помірно широкий. Верхня щелепа трохи довша за нижню. Є 3 пари коротких вусів. Тулуб широкий, стиснутий з боків. Спинний плавець короткий та невисокий, з 1 жорстким променем. Жировий плавець крихітний. Грудні та черевні плавці вузькі. Анальний плавець низький та довгий. Хвостовий плавець розрізано, лопаті витягнуті, з частково розгалуженими променями.
Забарвлення світло-коричневе, сріблясто-сіре.

## Спосіб життя
Це демерсальні риби. Зустрічаються у прісних водоймах, у середніх річкових потоках. Тримаються середніх, але частіше поверхневих шарів води, де ловлять комах, що впали у воду.

## Розповсюдження
Мешкають в Індії (гірські річки в південно-західних та центральних штатах) і М'янмі (річки Іраваді, Сітаун, Баго).

## Види
- Proeutropiichthys buchanani
- Proeutropiichthys macropthalmos
- Proeutropiichthys taakree